# Luann de Lesseps

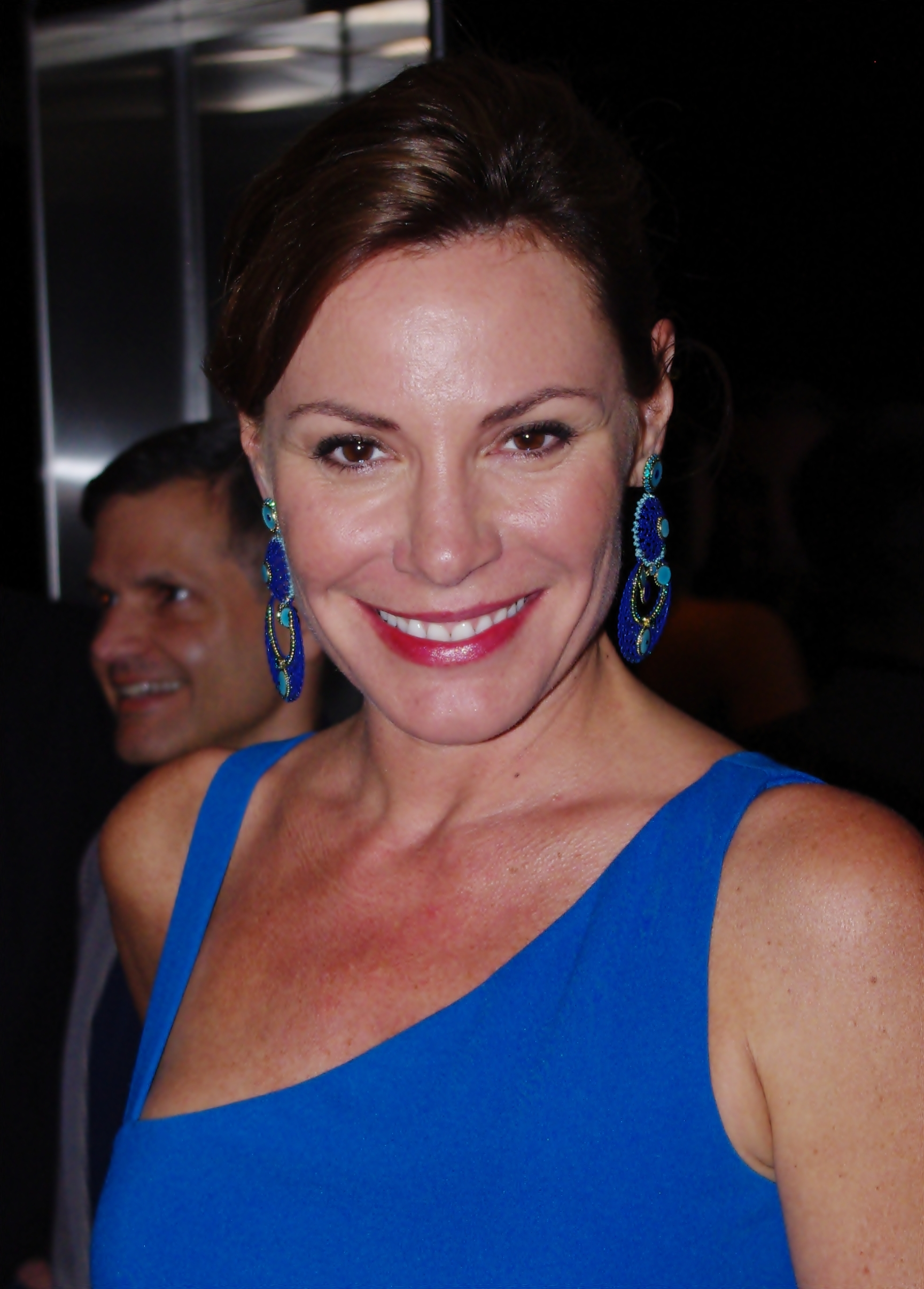
Luann de Lesseps, 2011

Luann de Lesseps (* 17. Mai 1965 in Berlin, Connecticut) ist eine US-amerikanische Sängerin, Schauspielerin, Autorin, Model und Designerin. Internationale Bekanntheit erlangte de Lesseps durch ihr Mitwirken in der Fernsehsendung The Real Housewives of New York City und ihre Karriere als Sängerin „Countess Luann“.

## Privates
Luann de Lesseps wurde als Luann Nadeau in Berlin, Connecticut, geboren und wuchs dort mit sechs Geschwistern auf. De Lesseps’ Vater, welcher in der Gegend ein Bauunternehmen betrieb.
Als Model zog de Lesseps in den 1980er Jahren nach Mailand, wo sie für die Vereinigten Staaten den Lady Universe gewann. Durch Prinz Egon und Diane von Fürstenberg lernte de Lesseps bei einer Preisverleihung Silvio Berlusconi kennen, welcher ihr zu einem eigenen Fernsehformat als Moderatorin verhalf. Während der Zeit in Italien entwickelte de Lesseps eine enge Freundschaft zu Prinzessin Patricia Anne zu Hohenlohe-Waldenburg, welche mit ihr durch Europa reiste und sie ihren Bekannten vorstellte. So lernte sie bei der Taufe von Achileas von Griechenland in London Pavlos von Griechenland (damals König von Griechenland) und seine Schwester Sofia (damals Königin von Spanien) kennen, zu welchen sich eine engere Freundschaft entwickelte.
1993 lernte de Lesseps in Gstaad den Franzosen Alexandre de Lesseps, Nachfahre des Diplomaten Graf Ferdinand de Lesseps, kennen. Zwei Wochen später heiratete das Paar in New York City. Aus der Ehe gingen zwei Kinder, Victoria und Noel de Lesseps, hervor. Von 1995 bis 2006 lebten die de Lesseps in Gstaad.
Infolge der Rückkehr nach New York City 2006 ließ sich Alexandre de Lesseps 2009 von Luann scheiden.
2016 heiratete de Lesseps Tom D’Agostino Jr., weswegen sie ihren Höflichkeitstitel „Countess“ (Gräfin) aufgab. Sieben Monate später ließ sie sich von D’Agostino scheiden.
2017 wurde de Lesseps in Palm Beach wegen Erregung öffentlichen Ärgernisses und der Bedrohung von Beamten verhaftet. Nach einer Nacht im Gefängnis begab sich de Lesseps in eine Alkoholentzungsanstalt.

## Karriere
In Berlin, Connecticut, war de Lesseps als Krankenschwester beschäftigt. Als Wilhelmina-Model reiste de Lesseps um die Welt und gewann den Titel der Lady Universe in Italien, welcher ihr zu einer Talkshow im italienischen Fernsehen verhalf.
Seit 2008 ist de Lesseps Bestandteil der US-Fernsehsendung The Real Housewives of New York City, welche verschiedene Frauen der New Yorker High Society in ihrem Alltag begleitet. Durch die Sendung gewann sie schnell an Bekanntheit in den Vereinigten Staaten und ist nach dreizehn Staffeln noch immer Teil der Besetzung. Für eine Staffel verdient de Lesseps durch ihre Auftritte rund eine halbe Million US-Dollar.
Im Jahr 2010 erschien de Lesseps Buch Class with the Countess: How to Live with Elegance and Flair bei Gotham Books.
Seit 2010 hat de Lesseps unter dem Künstlernamen Countess Luann die Single Money Can’t Buy You Class durch das Label Ultra Records. Es folgten die Singles Chic C’est La Vie (2011), Girl Code (2015), Feeling Jovani (2019) und Viva La Diva (2020) mit Desmond Child. 2021 folgte die Single What Do I Want For Christmas.
2011 hatte de Lesseps einen Gastauftritt in der US-Fernsehserie Law & Order: Special Victims Unit. 2017 folgte eine Rolle in dem Thriller Maternal Secrets.
Seit 2018 tritt de Lesseps als Countess Luann in ihrer Cabaret-Show #CountessAndFriends in New York City auf. Im Rahmen der Countess And Friends National Tour spielt sie ihre Show in vielen Städten der Vereinigten Staaten. Im März 2023 hatte sie einen Gastauftritt als Hinweisgeberin in einer Folge der neunten Staffel der US-amerikanischen Version von The Masked Singer. Im November desselben Jahres nahm sie als Hibiscus an der zehnten Staffel der Sendung teil und erreichte den elften Platz.